# Bataille de Shuja'iyya
Guerre de Gaza de 2014
La bataille de Shuja'iyya (ou Chajaya) est une bataille débutant le 19 juillet 2014 à Shuja'iyya - un quartier de la ville de Gaza en bordure de la frontière avec Israël, où vit une forte concentration de population (environ 100 000 habitants) - et opposant l'armée israélienne aux combattants du Hamas.  Ce quartier de Gaza subit un siège et des bombardements puis une invasion terrestre par l'armée israélienne. Au moins 501 Palestiniens y perdent la vie selon les données du  ministère palestinien de la Santé à la date du 21 juillet ; 50 000 habitants sont déplacés. 13 soldats israéliens sont tués. 
Cette offensive fait partie 'une opération militaire israélienne que Israël appelle du nom de code « Bordure protectrice » et s'inscrit dans  le conflit israélo-palestinien. 

## Objectifs déclarés de l'armée israélienne
Depuis le 8 juillet, l'État d'Israël estime que 140 roquettes ont été lancées à partir du quartier de Shuja'iyya[réf. nécessaire], et estime depuis plusieurs années qu'il est l'un des principaux bastions du Hamas,,.
Dans le cadre de l'opération Bordure protectrice, Israël estime qu'il faut à court terme traiter deux problèmes :
- Neutraliser les tunnels qui permettent la communication entre de nombreux bâtiments sans être à découvert, de stocker des armes (dont des missiles) mais aussi d'effectuer des incursions directement en territoire israélien, derrière les lignes de démarcation des deux territoires.
- Neutraliser les lance-roquettes positionnés sur les toits d'habitations.

Après dix jours de raids israéliens ayant fait plus de 240 victimes côté palestinien mais sans résultats militairement probants, l'armée israélienne estima qu'une nouvelle tactique opérationnelle devait être définie et appliquée.
Selon le journaliste Ron Ben-Yishai, l'objectif de l'attaque contre Shuja'iyya n'est pas que militaire, il a également pour but de marquer « les cœurs et les esprits » et de « cimenter dans le psyché de l'ennemi que l'armée israélienne est une bête qu'on ne doit pas provoquer ».

## Déroulement des opérations

### Mercredi 16 juillet
À partir du mercredi 16 juillet, Israël informa par divers moyens les populations civiles présentes dans les quartiers de Zeitoun (en) et de Shuja'iyya de l'imminence d'attaques israéliennes, les invitant à quitter au plus vite les zones concernées (appels pré-enregistrés, envois de SMS, diffusions aériennes de tracts). Le contenu des tracts était le suivant : « Il s'agit d'un ultimatum de l’armée israélienne aux dizaines de milliers d’habitants du secteur. Quittez vos maisons d’ici à midi, sinon vous mettez en danger vos vies et celles de vos familles ». De son côté, le Hamas avait demandé à la population de ne pas quitter les lieux. Les responsables de l’hôpital al-Wafa ont été avertis de quitter l’établissement avec leurs patients, mais le directeur, Basman Ashi, a refusé et déclaré que personne ne quittera les lieux et que des volontaires étrangers étaient arrivés pour servir de boucliers humains.

### Jeudi 17 et vendredi 18 juillet
Le 17 juillet, l'armée porte le nombre de soldats mobilisés pour l'opération à 65000. L'opération est lancée dans la nuit du 18 juillet.
De plus, Israël lança le même jour une incursion terrestre avec un nombre réduit de soldats issus de l'unité d'infanterie Nahal, d'unités parachutistes et des brigades Guivati afin d'identifier plus précisément le positionnement des tunnels dans le quartier pour faciliter les frappes aériennes, voire pour les détruire si les conditions le permettaient. L'opération dura au total trois jours mais ne put atteindre pleinement ses objectifs face à la résistance des combattants du Hamas.

### Samedi 19 juillet
Le samedi, les pertes et dégâts furent assez importants et incitèrent Israël à intensifier fortement sa présence dans cette zone ainsi que sa force de frappe[réf. nécessaire], conformément à la Doctrine Dahiya qui préconise dans le cadre de combats urbains asymétriques, d'augmenter drastiquement les forces en présence dans le conflit en vue de dissuader les poches de résistances armées.
En conséquence, le samedi soir, Israël renforça ses effectifs terrestres à la lisière du territoire ennemi en envoyant plusieurs autres brigades Golani ainsi que plusieurs unités d'infanterie blindées.
En vue de cette augmentation majeure imminente du nombre de soldats sur place, Israël effectua dans la nuit du 19 au 20 juillet un certain nombre d'attaques aériennes dans le quartier de Shuja'iyya[réf. nécessaire].

### Dimanche 20 juillet
Le 20 juillet à minuit, Israël fit une incursion majeure dans Shuja'iyya. Durant les sept premières heures, de nombreux heurts eurent lieu avec les combattants du Hamas, armés selon le porte-parole de l'armée israélienne, de missiles anti-char, de lance-roquettes et d'armes automatiques. De nombreux bâtiments furent fortement touchés par ces combats.
Durant cette journée, le Hamas déclara avoir fait prisonnier un certain Aron Shaul, information que l'armée israélienne ne put confirmer de suite. Après recherche, il s'avéra qu'aucun Aron Shaul n'était parmi les effectifs israéliens envoyés dans la zone de combat, mais qu'en revanche, un certain Oron Shaul y était et faisait partie de l'équipage d'un char blindé détruit par le Hamas dans la journée. Par conséquent, les combattants du Hamas ne disposaient que du corps sans vie du soldat,.
L'armée israélienne annonce que 39 ouvertures de 14 tunnels ont été découvertes et détruites.

## Trêve humanitaire
La Croix-Rouge a demandé une trêve humanitaire de deux heures pour évacuer les corps du quartier Shuja'iyya, celle-ci a été approuvée par Israël et par le Hamas, et a été instaurée le 20 juillet jusqu'à 13:30, heure locale.

## Condamnation par l'ONU
Le haut-commissaire de l'ONU aux droits de l'Homme, Mme Navi Pillay, a appelé à une enquête sur les possibles crimes de guerre commis par Israël à Gaza, et a dénoncé aussi les attaques indiscriminées menées par le Hamas contre des zones civiles,. Avec 29 voix pour, 17 abstentions (dont la France) et un contre (les États-Unis), les 47 États membres du Conseil des droits de l'Homme ont adopté une résolution, déposée par les autorités palestiniennes, à la suite des opérations militaires menées par Tsahal. Le texte condamne « les violations généralisées, systématiques et flagrantes des droits de l'Homme et des libertés fondamentales » et demande par ailleurs de placer les Palestiniens sous « protection internationale immédiate ». De plus, Navi Pillay s'est montré critique envers les attaques du Hamas ciblant les zones civiles israéliennes, soulignant qu'"une fois de plus les principes de distinction et de précaution ne sont pas clairement respectés durant les attaques sans discernement menées contre des zones civiles par le Hamas et d'autres groupes palestiniens armés".

## Pertes

### Pertes palestiniennes

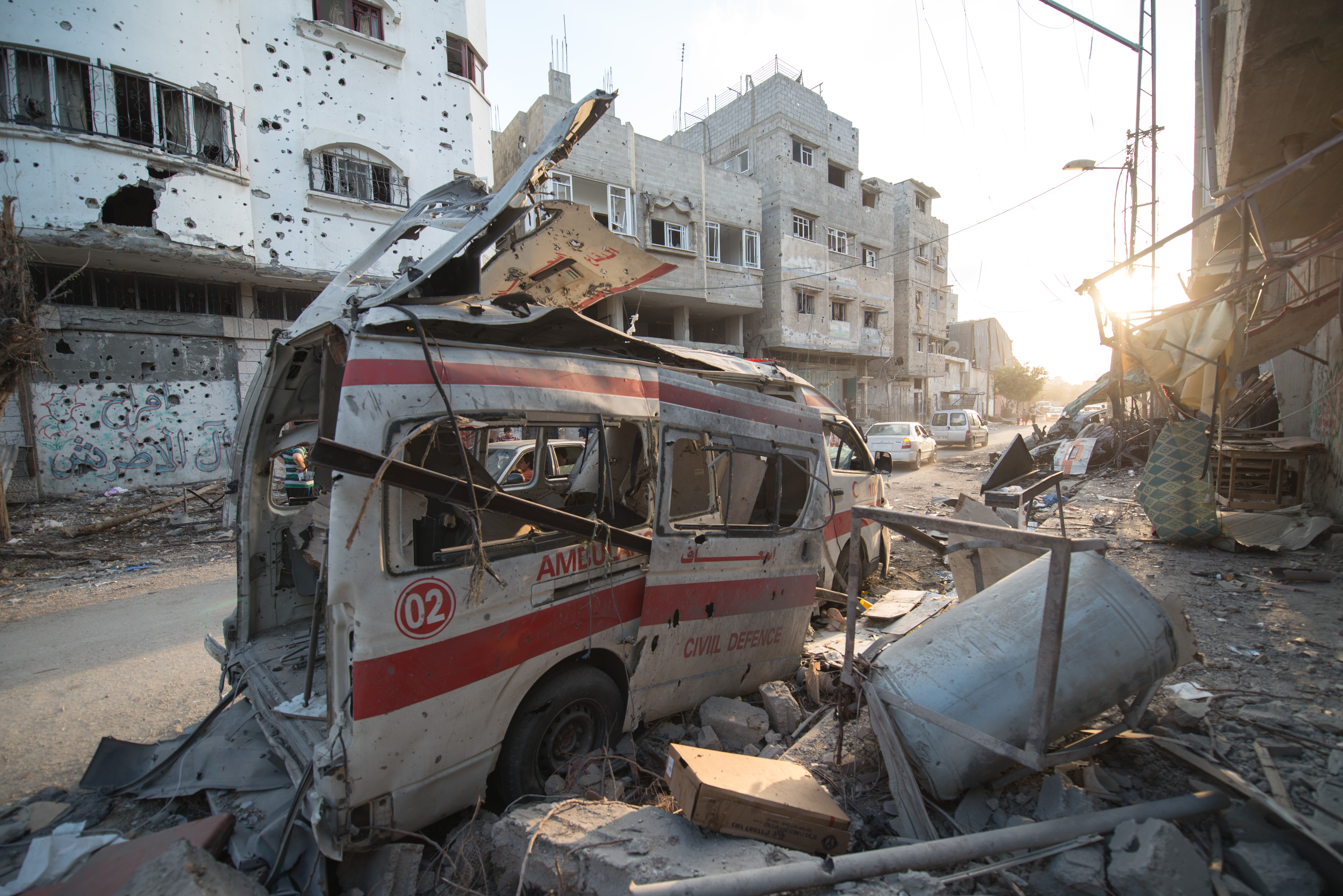
Les restes d'une ambulance, le 6 aout 2014.

D'après un bilan au premier jour, au moins 65 palestiniens ont été tués. Le Comité pour l'exercice des droits inaliénables du peuple palestinien déclara pour sa part estimer à 70 le nombre de palestiniens morts.
Au moins 17 enfants, 14 femmes et 4 personnes âgées ont été tués durant cette bataille, tandis que 288 palestiniens ont été blessés,. D'autres sources font part quant à elles du nombre de 120 palestiniens tués dont un tiers de femmes et d'enfants.
L’armée israélienne a annoncé que 130 palestiniens ont été tués depuis le début des incursions terrestres le 18 juillet dont 110 « impliqués dans des activités terroristes ».
Parmi les morts, on trouve un ambulancier, et un cadreur local et la femme, les deux filles et le fils d'un dirigeant du Hamas,.

### Pertes israéliennes
13 soldats de la force israélienne ont été tués dont deux américains servant en Israël. Parmi ces pertes, sept de ces soldats ont été tués dans leur véhicule blindé le 19 juillet par des tirs de missiles anti-char ou par des bombes traditionnelles. Trois d'entre eux ont été tués à la suite d'échanges avec les combattants palestiniens et trois ont été piégés dans l'incendie d'une habitation,, (dont deux sont originaires des États-Unis). Par la suite, trois soldats israéliens en plus furent tués.

## Réactions internationales
Parties impliquées dans le conflit
 Israel: le Premier Ministre Benjamin Netanyahu défendit son action militaire malgré les pertes civiles, maintenant que le Hamas avait utilisé cette zone pour lancer ces attaques contre Israël. Netanyahu rejeta la responsabilité de ces morts sur les palestiniens eux-mêmes, "Nous avons demandé de toutes manières envisageables aux civils palestiniens de quitter cette zone, le Hamas leur demanda à l'inverse de ne pas le faire afin qu'ils soient utilisés comme bouclier humain" déclara-t-il.
 Palestine: le gouvernement palestinien considéra cette attaque comme un "massacre" et déclara trois jours de deuil national. Le nouveau gouvernement palestinien, regroupant le Fatah et le Hamas depuis mai 2014, déclara que cette attaque était "un crime de guerre" qui appelait à une intervention urgente de la communauté internationale : « Le gouvernement d'union nationale condamna dans les termes les plus fermes ce massacre haineux perpétré par les forces d'occupation israélienne contre des civils palestiniens innocents dans le quartier de Shuja'iyya ».
Réactions internationales
 Iran: "la nation et le gouvernement iranien, comme par le passé, resteront à côté du fier peuple palestinien et de leur résistance, et ne resteront pas silencieux face aux crimes brutaux perpétrés par les sionistes" déclara la porte-parole des affaires étrangères iraniennes Marzieh Afkham. Elle ajouta que les musulmans et les nations libres du monde devaient donner une "leçon inoubliable" au régime israélien durant la Journée mondiale d'Al-Quds, en soutien à la résistance palestinienne contre Israël.
 Canada: le Ministre des affaires étrangères canadien John Baird déclara aux journalistes « Nous déplorons la mort de chaque civil innocent. Je pense que vous pouvez conclure qu'il n'y a qu'une seule partie responsable de cette tragédie. Et c'est le Hamas. Ils sont responsables et ils peuvent mettre un terme à tout ceci à n'importe quel moment ».
Instances supranationales
 Ligue arabe: le Secrétaire général de la Ligue arabes Nabil el-Arabi appela à un arrêt immédiat de " l'incursion terrestre barbare" dans Gaza et des frappes aériennes. Il appela à fournir la protection requise pour les civils palestiniens, faisant par la même porter l'entière responsabilité à Israël pour ce qu'il décrit comme un "crime odieux".
 ONU: le Secrétaire général de l'ONU Ban Ki-moon qualifia l'attaque de Shuja'iyya "d'atroces actions".